# Елизабет Франциска Мария Австрийска
Елизабет Франциска Мария Австрийска (на немски: Elizabeth Franziska Maria von Österreich; * 17 януари 1831, Офен, Унгария; † 14 февруари 1903, Албертина, Виена) е ерцхерцогиня от унгарския клон на династията Хабсбург-Лотаринги и майка на две кралици.

## Живот
Дъщеря е на ерцхерцог Йозеф Антон Йохан Австрийски (1776 – 1847), седмият син на императора на Свещената Римска империя Леополд II, и третата му съпруга принцеса Мария Доротея Вюртембергска (1797 – 1855), дъщеря на принц Лудвиг фон Вюртемберг. Сестра е на Мария-Хенриета, от 1853 г. съпруга на белгийския крал Леополд II.
Елизабет се омъжва на 4 октомври 1847 г. в двореца Шьонбрун във Виена за ерцхерцог Фердинанд Карл Австрийски-Есте (1821 – 1849), принц на Модена от линията Австрия-Есте. Той умира малко след раждането на дъщеря им Мария Тереза.
През 1854 г. Елизабет се омъжва втори път за ерцхерцог Карл Фердинанд Австрийски (1818 – 1874), вторият син на ерцхерцог Карл Австрийски и Хенриета фон Насау-Вайлбург и брат на Мария Тереза, омъжена от 1837 г. за Фердинанд II, крал на Двете Сицилии.
Елизабет умира на 72 години от пневмония на 14 февруари 1903 г. в палата на най-големия ѝ син Фридрих, в Албертина във Виена. Погребана е по нейно желание в градското гробище в Баден при Виена на 15 май 1903 г.

## Деца
От брака си с ерцхерцог Фердинанд Карл Австрийски-Есте има една дъщеря:
- Мария Тереза Австрийска-Есте (1849 – 1919)

∞ 1868 крал Лудвиг III от Бавария (1845 – 1921)
От брака си с Карл Фердинанд Австрийски се раждат шест деца, от които четири порастват:
- Франц-Йозеф (*/† 1855)
- Фридрих Мария Албрехт Вилхелм Карл (1856 – 1936), херцог на Тешен

∞ 1878 принцеса Изабела фон Крой-Дюлмен
- Мария Христина Дезире Хенриета Фелицитас Райниера (1858 – 1929)

∞ 1879 Алфонсо XII, крал на Испания
- Карл Стефан Ойген Виктор Феликс Мария (1860 – 1933)

∞ 1888 Мария Терезия от Австрия-Тоскана (1862 – 1933)
- Ойген Фердинанд Пий Бернхард Феликс Мария Австрийски (1863 – 1954), велик магистър на рицарите от Тевтонския орден (1894 – 1923)
- Мария Елеонора (*/† 1864)